# Real Time Digital Simulator
Real Time Digital Simulator ou RTS (abréviation recommandée par le comité IEEE qui peut se traduire en Simulateur numérique temps réel
) sur le simulateur en temps réel appliqué aux systèmes d'alimentation. Il fournit une technologie de simulation systèmes d'alimentation pour une étude rapide, fiable, précise et rentable des systèmes d'alimentation[réf. nécessaire] avec des réseaux complexes de courant alternatif haute tension (CAHT) et de courant continu haute tension (CCHT). Le RTS est un simulateur de système d'alimentation transitoire électromagnétique entièrement numérique qui fonctionne en temps réel.
HYPERSIM est l'un des RTS commerciaux disponibles, il a été développé par Hydro-Québec et eMEGAsim a été développé par OPAL-RT Technologies Inc. qui a été créée au sein d'Hydro-Québec. HYPERSIM est maintenant disponible chez OPAL-RT Technologies. RTDS est la marque déposée du simulateur RTS fourni par RTDS Technologies.

## À propos
L'interface graphique du système, le logiciel propriétaire et les algorithmes mathématiques peuvent simuler n'importe quelle configuration de réseau électrique moderne. Au fur et à mesure que de nouveaux équipements ou composants sont ajoutés ou soustraits de la configuration du simulateur, le modèle se met instantanément à jour. Par exemple, les chercheurs peuvent exécuter des scénarios de défaillance du système simulés tels qu'une cyberattaque du système de contrôle ou un événement de dommage physique comme une attaque terroriste ou une catastrophe naturelle et détecter instantanément l'ordre et le raisonnement expliquant la défaillance des relais, disjoncteurs ou sous-stations dédiés.

## Avantages
Comme le simulateur fonctionne en temps réel, les algorithmes du système d'alimentation sont calculés assez rapidement pour produire en continu des conditions de sortie qui représentent de manière réaliste les conditions d'un réseau réel. La simulation en temps réel est importante pour deux raisons : l'utilisateur peut tester des appareils physiques et l'utilisateur est plus productif en effectuant rapidement de nombreuses études avec la simulation en temps réel.[réf. nécessaire]